# Відокремлення класу
Відокрéмлення клáсу (англ. Extract class) — прийом рефакторингу, що полягає в розділенні класу та виділенні полів і методів, що підтримують окремий функціонал, у новостворений клас з метою полегшення роботи з даними.

## Причини рефакторингу
У ході написання програми класи можуть отримати масу додаткових обов'язків.

## Переваги здійснення відокремлення класу
1. Функція такого рефакторингу — сприяння дотримання принципу єдиного обов'язку класу. В результаті код класів стає більш чистим і зрозумілим.
2. Класи з єдиним обов'язком більш стійкі до змін. Наприклад, якщо є клас, який відповідає за 10 різних речей, і до нього потрібно внести певні зміни, то змінюючи один елемент є ризик пошкодити інші.

## Недоліки
Якщо часто проводити такий рефакторинг, потрібно буде вдаватися до антирефакторингу — вбудовування класу.

## Порядок рефакторингу
1. Створити новий клас, який міститиме виділену функціональність.
2. Створити зв'язок між старим і новим класом. Найкраще, якщо цей зв'язок буде одностороннім; при цьому другий клас можна буде без проблем використати повторно. З іншого боку, за необхідністю, завжди можна створити двосторонній зв'язок.
3. Використати переміщення поля і переміщення методу для кожного поля і методу, які потрібно перенести в новий клас. Для методів слід розпочинати з приватних, таким чином знижуючи імовірність допустити масу помилок. Задля полегшення процесу виправлення помилок потрібно проводити тестування після кожного переміщення, аби не отримати багато помилок в кінці роботи.
4. Після переміщення потрібно подивитись на отримані класи. Можливо, класи потрібно буде перейменувати, зважаючи на їх нові обов'язки. Також варто перевірити, чи можна позбавитися від двостороннього зв'язку між класами, якщо він з'явився.
5. Важливим моментом є доступність класу ззовні: можна повністю сховати клас, зробивши приватним, і в той же час управляти його полями із старого класу, або зробити публічним, надавши клієнтові можливість безпосередньо міняти значення. Рішення залежить від того, наскільки безпечні для поведінки старого класу будуть несподівані прямі зміни значень в новому класі.

## Приклад
Початковий клас

C#:
```
class
 
Person

{

      
public
 
string
 
getName
()
 

      
{

          
return
 
_name
;

      
}

      
public
 
string
 
GetTelephoneNumber
()
 

      
{

          
return
 
(
"("
 
+
 
_officeAreaCode
 
+
 
") "
 
+
 
_officeNumber
);

      
}

      
string
 
getOfficeAreaCode
()
 

      
{

          
return
 
_officeAreaCode
;

      
}

      
void
 
GetOfficeAreaCode
(
string
 
arg
)
 

      
{

          
_officeAreaCode
 
=
 
arg
;

      
}

      
string
 
getOfficeNumber
()
 

      
{

          
return
 
_officeNumber
;

      
}

      
void
 
SetOfficeNumber
(
string
 
arg
)
 

      
{

          
_officeNumber
 
=
 
arg
;

      
}

 

      
private
 
string
 
_name
;

      
private
 
string
 
_officeAreaCode
;

      
private
 
string
 
_officeNumber
;

```

У такому випадку власника телефонного номера можна виділити в окремий клас

C#:
```
class
 
TelephoneNumber
 

{

}

```

Потім потрібно зробити посилання з персони до телефонного номера

C#:
```
class
 
Person

{

    
...

    
private
 
TelephoneNumber
 
_officeTelephone
 
=
 
new
 
TelephoneNumber
();

    
...

}

```

Тепер потрібно виконати переміщення поля

C#:
```
class
 
TelephoneNumber
 

{

    
string
 
getAreaCode
()
 

    
{

        
return
 
_areaCode
;

    
}

    
void
 
setAreaCode
(
string
 
arg
)
 

    
{

        
_areaCode
 
=
 
arg
;

    
}

    
private
 
string
 
_areaCode
;

}

class
 
Person

{

    
public
 
string
 
GetTelephoneNumber
()
 

    
{

        
return
 
(
"("
 
+
 
getOfficeAreaCode
()
 
+
 
") "
 
+
 
_officeNumber
);

    
}

    
string
 
getOfficeAreaCode
()
 

    
{

        
return
 
_officeTelephone
.
getAreaCode
();

    
}

    
void
 
setOfficeAreaCode
(
string
 
arg
)
 

    
{

        
_officeTelephone
.
setAreaCode
(
arg
);

    
}

}

```

Та переміщення методу

C#:
```
class
 
Person

{

      
public
 
string
 
getName
()
 

      
{

          
return
 
_name
;

      
}

      
public
 
string
 
getTelephoneNumber
()

      
{

          
return
 
_officeTelephone
.
getTelephoneNumber
();

      
}

      
TelephoneNumber
 
getOfficeTelephone
()
 

      
{

          
return
 
_officeTelephone
;

      
}

 

      
private
 
String
 
_name
;

      
private
 
TelephoneNumber
 
_officeTelephone
 
=
 
new
 
TelephoneNumber
();

}

    
class
 
TelephoneNumber

{

      
public
 
string
 
GetTelephoneNumber
()

      
{

          
return
 
(
"("
 
+
 
_areaCode
 
+
 
") "
 
+
 
_number
);

      
}

      
string
 
getAreaCode
()
 

      
{

          
return
 
_areaCode
;

      
}

      
void
 
SetAreaCode
(
string
 
arg
)
 

      
{

          
_areaCode
 
=
 
arg
;

      
}

      
string
 
getNumber
()
 

      
{

          
return
 
_number
;

      
}

      
void
 
SetNumber
(
string
 
arg
)
 

      
{

          
_number
 
=
 
arg
;

      
}

      
private
 
string
 
_number
;

      
private
 
string
 
_areaCode
;

}

```

## Антирефакторинг
- Вбудовування класу

## Схожі рефакторинги
- Витягання підкласу
- Заміна простого поля об'єктом

## Бореться з запахом
- Дублювання коду
- Занадто великий клас
- Розбіжні модифікації
- Групи даних
- Одержимість елементарними типами
- Тимчасове поле
- Недоречна близькість